# Złomiska Rówień

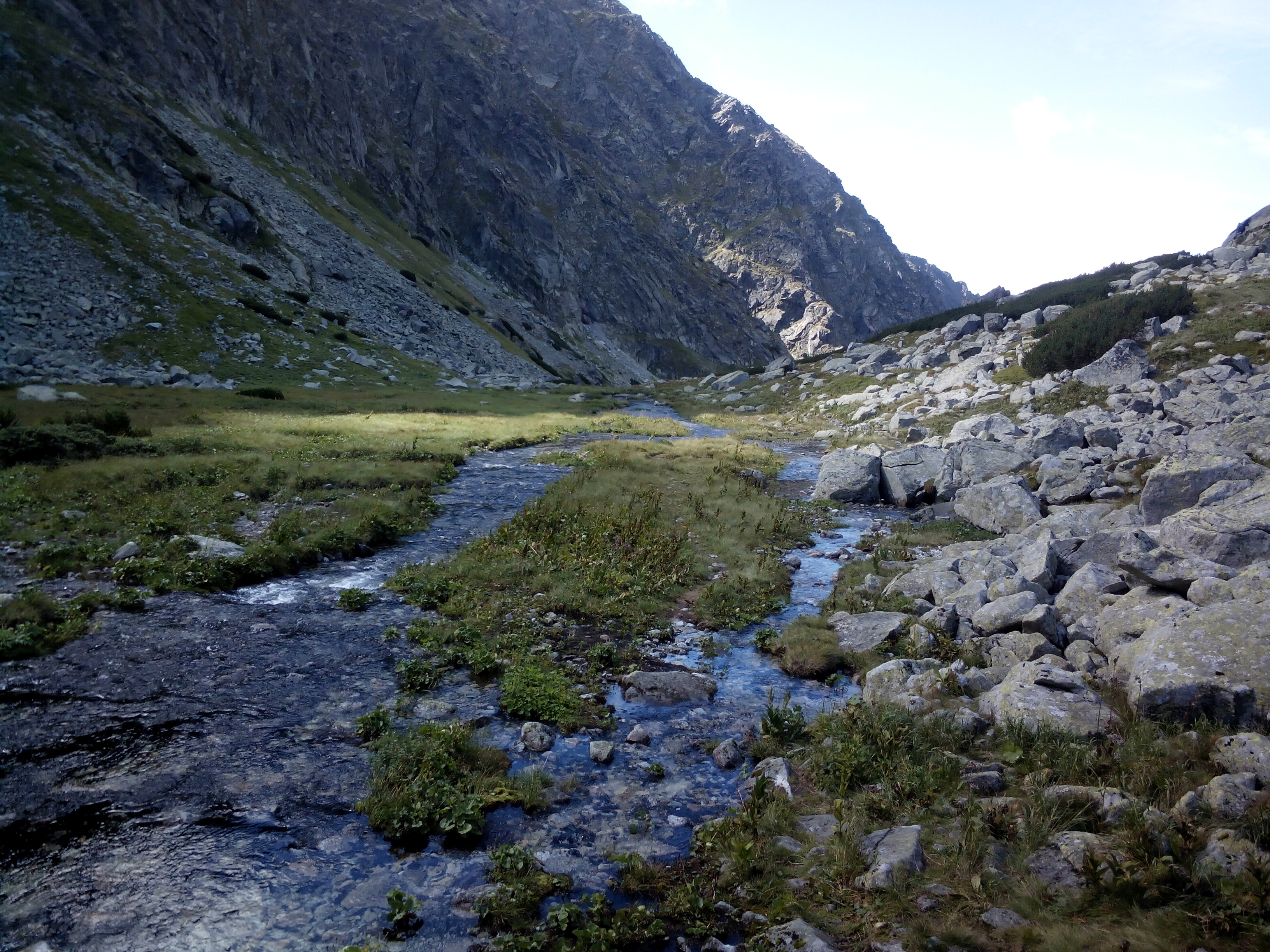
Dolna część Złomiskiej Równi

Złomiska Rówień (słow. Zlomisková roveň) – rówień w dolnej części Doliny Złomisk w słowackich Tatrach Wysokich. Ponad nią znajduje się wielkie rumowisko skalne tworzące wspólny próg Złomiskiej Zatoki i Zmarzłej Kotliny ze Zmarzłym Stawem. Zmarzła Kotlina znajduje się po północno-wschodniej stronie, Złomiska Zatoka po północnio-zachodniej. Złomiska Rówień to położony na wysokości około 1820 m poziomy fragment tej doliny u zachodnich podnóży Tępej. Prawdopodobnie kiedyś rówień ta była dnem jeziora. Obecnie jest tylko młaką porośniętą bujnymi ziołoroślami. Szczególnie obficie rośnie tu pełnik alpejski.
Złomiska Rówień znajduje się poza szlakami turystycznymi. Przechodzą nią jednak taternicy, którzy wydeptali ścieżkę. Dawniej była ona żółto znakowana, obecnie po znakowaniu nie pozostało już śladu. Na Złomiskiej Równi jest ona już mocno zerodowana. Od ścieżki tej odgałęziają się na lewo dwie inne, ledwo rozróżnialne. Jedna z nich prowadzi do Smoczej Dolinki, druga, około 100 m dalej, do Złomiskiej Zatoki. Jeszcze wyżej, przed północnym skrajem równi odgałęzia się ścieżka do Dolinki Rumanowej.